# Vlag van Grodno (oblast)

Vlag van Grodno

De vlag van Grodno toont de gouden wisent (Bison bonasus) uit het oblastwapen onder een muurkroon op een rode achtergrond. Dit is sinds 14 juni 2007 het officiële symbool van de Wit-Russische oblast Grodno.
De vlag heeft een hoogte-breedteverhouding van 1:2.
Het wapen is gebaseerd op het historische wapen van de provincie Grodno, dat in 1878 werd toegekend door het decreet van de Russische keizer Alexander II.